# Delta County, Colorado
Delta County är ett administrativt område i delstaten Colorado, USA, med 30 952 invånare. Den administrativa huvudorten (county seat) är Delta. 

## Geografi
Enligt United States Census Bureau så har countyt en total area på 2 975 km². 2 958 km² av den arean är land och 17 km² är vatten. 

### Angränsande countyn
- Gunnison County, Colorado - öst
- Montrose County, Colorado - syd
- Mesa County, Colorado - nordväst